# Giovanola
Die Giovanola Frères SA war bis 2005 einer der prominentesten Achterbahnhersteller der Welt. Das 1888 von Joseph Giovanola in Monthey, Schweiz, gegründete Unternehmen war bekannt für seine Fahrgeschäfte, stellte aber auch andere Stahlprodukte wie Gondelbahnen mit einer namensgebenden Kuppelklemme, der Giovanola-Klemme, her. Im Mai 2005 wurde über die Giovanola Frères SA der Konkurs eröffnet. In den letzten Betriebsjahren führte Giovanola Stahlarbeiten für Unternehmen wie Intamin und Bolliger & Mabillard durch.
Zu den eigenen Achterbahnen gehört z. B. die Goliath Achterbahn im Six Flags Magic Mountain. Ein Beispiel für eine Einseilumlaufbahn der Giovanola Frères SA ist die 1969 erbaute Hannigbahn in Saas-Fee.

## Achterbahnen
Giovanola hat folgende Achterbahnen hergestellt:
| Achterbahn | Betreiber                | Land               | Eröffnungsjahr |
| ---------- | ------------------------ | ------------------ | -------------- |
| Anaconda   | Gold Reef City           | Südafrika          | 1999           |
| Goliath    | Six Flags Magic Mountain | Vereinigte Staaten | 2000           |
| Titan      | Six Flags Over Texas     | Vereinigte Staaten | 2001           |

An dem Bau folgender Achterbahnen war Giovanola beteiligt:
| Achterbahn                                      | Betreiber                                                               | Land                   | Eröffnungsjahr | Schließungsjahr |
| ----------------------------------------------- | ----------------------------------------------------------------------- | ---------------------- | -------------- | --------------- |
| Alpine Bobsled Rolling Thunder Sarajevo Bobsled | Great Escape Six Flags Great America Six Flags Great Adventure          | Vereinigte Staaten     | 1998 1989 1984 | 1995 1988       |
| Batman The Escape Shockwave                     | Six Flags AstroWorld Six Flags Great Adventure Six Flags Magic Mountain | Vereinigte Staaten     | 1993 1990 1986 | 2005 1992 1988  |
| Bobbaan                                         | Efteling                                                                | Niederlande            | 1985           | 2019            |
| Cobra Stand Up                                  | La Ronde Skara Sommarland                                               | Kanada Schweden        | 1995 1988      | 2016 1994       |
| Comet Express                                   | Lotte World                                                             | Südkorea               | 1995           |                 |
| Cop Car Chase                                   | Movie Park Germany                                                      | Deutschland            | 1996           | 2006            |
| Disaster Transport                              | Cedar Point                                                             | Vereinigte Staaten     | 1985           | 2012            |
| Dragon                                          | La Ronde                                                                | Kanada                 | 1994           |                 |
| Euro-Star                                       | Anapa Park Jungle Gorki-Park                                            | Russland               | 2019 2008      | 2011            |
| Flashback Z-Force                               | Six Flags Magic Mountain Six Flags Over Georgia Six Flags Great America | Vereinigte Staaten     | 1992 1988 1985 | 2003 1991 1987  |
| Indiana Jones et le Temple du Péril             | Disneyland Paris – Disneyland Park                                      | Frankreich             | 1993           |                 |
| La Vibora Sarajevo Bobsleds                     | Six Flags Over Texas Six Flags Magic Mountain                           | Vereinigte Staaten     | 1986 1984      | 1985            |
| Lightning Bolt                                  | MGM Grand Adventures                                                    | Vereinigte Staaten     | 1993           | 2000            |
| Mine Train Ulven                                | Bakken                                                                  | Dänemark               | 1997           |                 |
| Montanha Russa do Astronauta                    | Parque da Mônica                                                        | Brasilien              | 1997           |                 |
| Screamin’ Delta Demon                           | Opryland USA                                                            | Vereinigte Staaten     | 1984           | 1997            |
| Shockwave                                       | Drayton Manor                                                           | Vereinigtes Königreich | 1994           |                 |
| Skull Mountain                                  | Six Flags Great Adventure                                               | Vereinigte Staaten     | 1996           |                 |
| Spiral Coaster Sky Plaza Comet                  | Al-Sha'ab Leisure Park Sky Plaza                                        | Kuwait Südkorea        | 2000 1996      | 2005 1999       |
| Tower of Terror                                 | Gold Reef City                                                          | Südafrika              | 2001           |                 |
| Vertigorama                                     | Parque de la Ciudad                                                     | Argentinien            | nie eröffnet   | nie eröffnet    |
| unbekannter Name Monte Makaya                   | Mirabilandia Terra Encantada                                            | Brasilien              | 2021 1998      | 2010            |